# Evan Parker

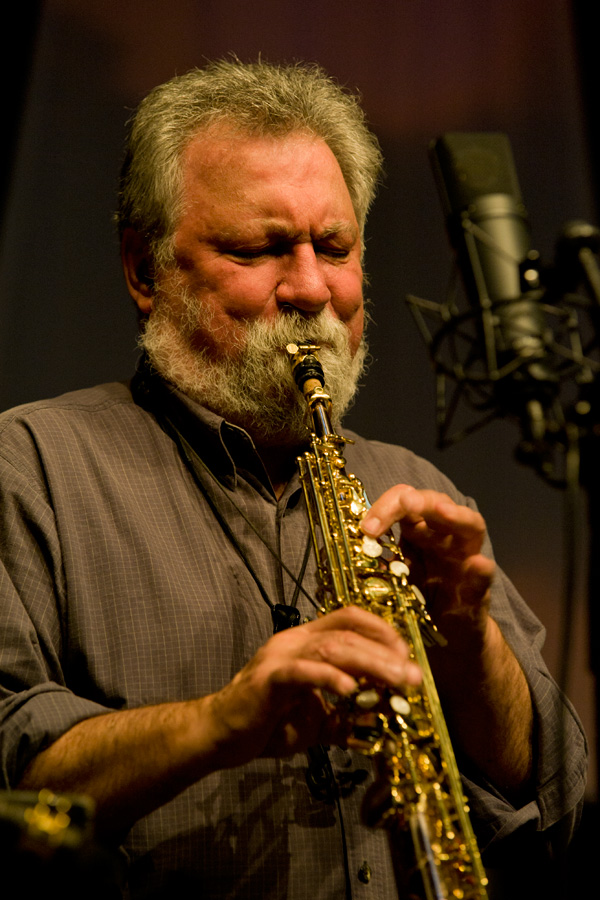
Evan Parker, Moers Festival 2012

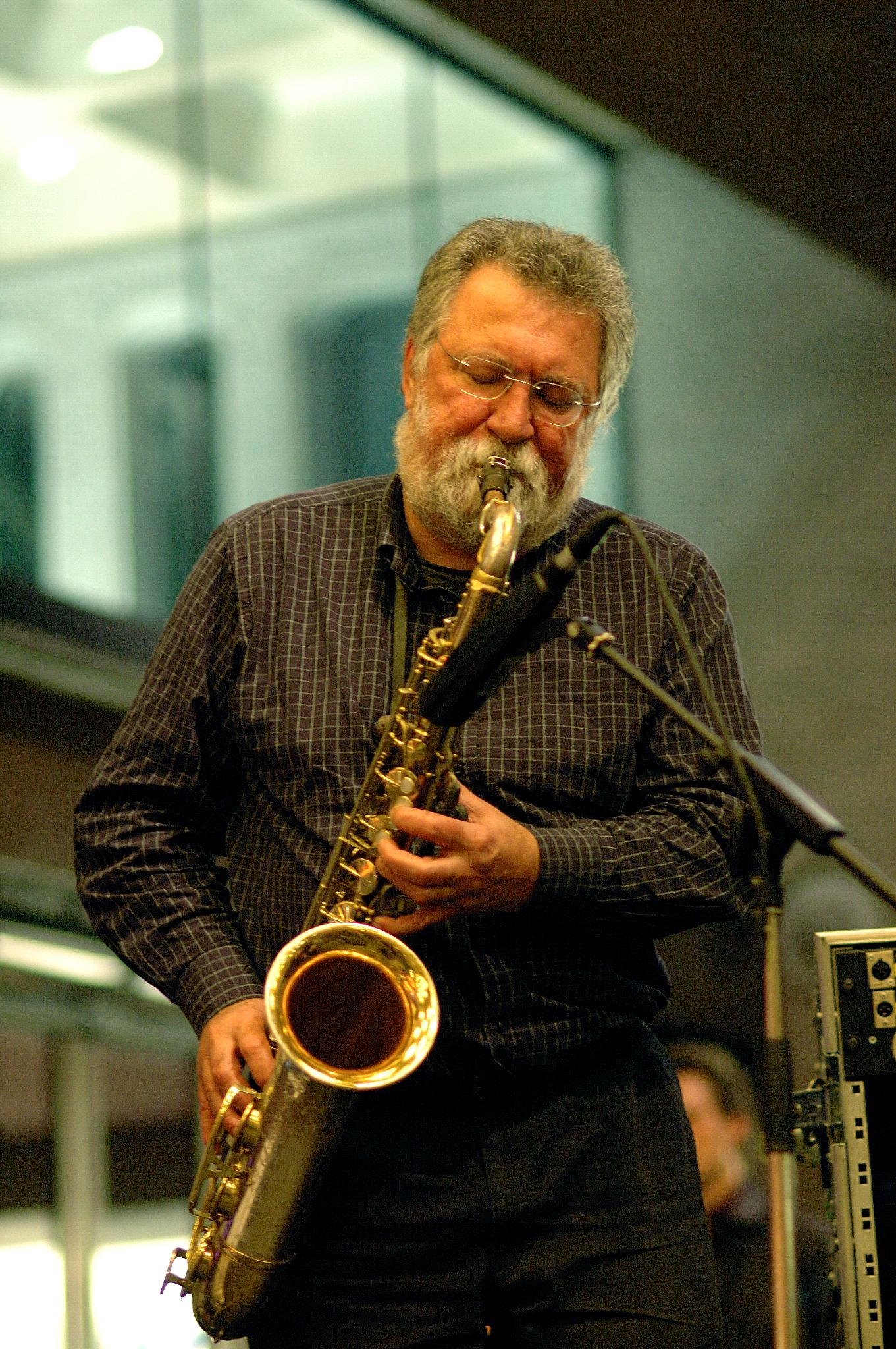
Evan Parker (2005)

Evan Shaw Parker (* 5. April 1944 in Bristol) ist ein britischer Saxophonist (Tenor- und Sopransaxophon). Ausgehend vom Free Jazz hat er sich zu einem der angesehensten europäischen Improvisationsmusiker entwickelt.

## Leben und Wirken
Parker wurde musikalisch von seiner Mutter, einer Amateurpianistin, geprägt. Als Vierzehnjähriger begann er Saxophon zu lernen, studierte aber zunächst von 1962 bis 1964 Botanik an der Universität Birmingham. Um sich ganz auf die Musik konzentrieren zu können, brach er das Studium ab. Er arbeitete zunächst mit Howard Riley zusammen, bevor er 1966 nach London zog, um mit dem Spontaneous Music Ensemble zu arbeiten. Er traf dort Derek Bailey, mit dem er ebenso wie mit Tony Oxley zusammenarbeitete. Das Album Music Improvisation Company mit Derek Bailey, Hugh Davies, Jamie Muir sowie Christine Jeffrey (ECM 1970) wurde in die The 100 Jazz Albums That Shook the World von Jazzwise gewählt. Seit 1970 spielte er mit Paul Lovens im Trio von Alexander von Schlippenbach und seit 1973 regelmäßig im Duo mit Paul Lytton.
Weiterhin  war Parker Mitglied von Chris McGregors Brotherhood of Breath und arbeitete mit Paul Bley, Peter Brötzmann (Machine Gun 1968), Derek Bailey, Thurston Moore, Barry Guy, Louis Moholo (Spirits Rejoice!), Keith Rowe, Joe McPhee, Barre Phillips, Eddie Prévost, John Escreet (The Unknown, 2016), Matthew Shipp (Leonine Aspects, 2021) sowie gelegentlich mit dem Improvisationsensemble AMM zusammen. Parker hat viele Alben aufgenommen, im Ensemble, wie Boustrophedon (2006, mit Roscoe Mitchell) und solo, und auch eigene Label gegründet.
Parkers Saxophonspiel war zunächst von John Coltrane beeinflusst, hat aber experimentelle Einflüsse der Neuen Musik aufgenommen. Parker kann scheinbar endlose Phrasen improvisieren, dazu benutzt er die Technik der Zirkularatmung. 2019 wurde er gemeinsam mit Ikue Mori mit dem hochdotierten Instant Award in Improvised Music ausgezeichnet.

## Diskographische Hinweise
- Evan Parker, Derek Bailey, Han Bennink: The Topography of the Lungs (Incus, 1970)
- Evan Parker, Paul Lytton: Live at the Unity Theatre (Incus, 1975)
- Monoceros (Incus, 1978)
- The Snake Decides (Incus, 1986)
- 50th Birthday Concert (Leo 1994, mit Parker, Schlippenbach, Lovens sowie Parker, Guy, Lytton)
- Evan Parker, Barry Guy, Paul Lytton & Marilyn Crispell: Natives and Aliens (Leo, 1997)
- Toward the Margins (ECM, 1997)
- Evan Parker / John Edwards, Steve Beresford, Louis Moholo: Foxes Fox (1999)
- Paul Bley, Evan Parker & Barre Phillips: Sankt Gerold (ECM, 2020)
- Evan Parker, Barry Guy, Paul Lytton & Marilyn Crispell: After Appleby (Leo, 2000)
- Memory/Vision (ECM, 2002)
- Evan Parker & Joe McPhee: Chicago Tenor Duets (2002)
- Boustrophedon (ECM, 2008)
- The Moment’s Energy (ECM, 2009)
- Evan Parker, Okkyung Lee, Peter Evans: The Bleeding Edge (Psi, 2011)
- Evan Parker, Matthew Wright Trance Map+: Crepuscule in Nickelsdorf (Intakt 2019, mit Adam Linson, John Coxon, Ashley Wales)[2]
- Evan Parker, Barry Guy, Paul Lytton: Concert in Vilnius (NoBusiness, 2019)
- Sergio Armaroli & Evan Parker: Dialog (2024)

### Lexigraphische Einträge
- Ian Carr, Digby Fairweather, Brian Priestley: Rough Guide Jazz. Der ultimative Führer zur Jazzmusik. 1700 Künstler und Bands von den Anfängen bis heute. Metzler, Stuttgart/Weimar 1999, ISBN 3-476-01584-X.
- Leonard Feather, Ira Gitler: The Biographical Encyclopedia of Jazz. Oxford University Press, New York 1999, ISBN 0-19-532000-X.
- Martin Kunzler: Jazz-Lexikon. Band 2: M–Z (= rororo-Sachbuch. Bd. 16513). 2. Auflage. Rowohlt, Reinbek bei Hamburg 2004, ISBN 3-499-16513-9.

### Übriges
- Marcel Cobussen: Noise and Ethics: On Evan Parker and Alain Badiou. In: Culture, Theory and Critique. Band 46, Nr. 1, 2005, S. 29–42.
- MF: Evan Parker [Interview]. In: Contemporary Music Review. Band 25, Nr. 5/6, 2006, S. 411–416.
- Christopher R. Herald: The Advent of an Artist-Composer Movement Exemplified by the Works of Saxophonists Colin Stetson, Evan Parker, and Contemporaries. University of Arizona, 2017 (arizona.edu [PDF]).
- Bert Noglik: Jazzwerkstatt international. Verlag Neue Musik, Berlin 1981.
- Holger Pauler: Utopischer Zustand. Der Saxofonvirtuose Evan Parker. In: Neue Zeitschrift für Musik. Band 179, Nr. 4, 1991, S. 56–58.
- Richard Scott: The Molecular Imagination: John Stevens, The Spontaneous Music Ensemble and Free Group Improvisation. In: Franziska Schroeder, Mícheál Ó hAodha (Hrsg.): Soundweaving: Writings on Improvisation. Cambridge Scholars Publishing, Newcastle upon Tyne 2014, S. 95–109.
- Dan Warburton: Interview. In: ParisTransatlantic. 2010, abgerufen am 26. Juli 2020.